# Jean-Baptiste Bouvier
Jean-Baptiste Bouvier (Saint-Charles-la-Forêt, 16 gennaio 1783 – Roma, 29 dicembre 1854) è stato un vescovo cattolico e teologo francese.

## Biografia
Jean-Baptiste Bouvier nacque in una famiglia di artigiani di una piccola località della Mayenne. Esercitò in gioventù il mestiere paterno del falegname; poté tuttavia dedicarsi nel tempo libero allo studio dei classici sotto la guida del parroco. Nel 1805, all'età di 22 anni, entrò nel seminario di Angers e fece rapidi progressi negli studi: fu ordinato sacerdote nel 1808 e nominato poco dopo professore di filosofia nel Collegio di Château-Gontier.  Nel 1811 fu trasferito al seminario di Le Mans per insegnarvi filosofia e teologia morale. Nel 1819 fu nominato rettore del seminario e vicario generale della diocesi, incarico che ricoprì fino al 1834, quando fu consacrato vescovo di Le Mans.
Bouvier fu l'autore di due manuali scolastici che ebbero un grandissimo successo nei seminari cattolici europei e americani: Institutiones theologicae e Institutiones philosophicae.  Le due opere, in lingua latina, furono adottate a lungo, per lo meno fino al 1870, e ristampate più volte.  Le Institutiones theologicae furono pubblicate una prima volta in fascicoli separati a firma anche del vescovo di Le Mans von Pidoll, ed ebbero diffusione soprattutto nell'ambito della diocesi mansese.  Successivamente, a partire dal 1836, Bouvier ne fece una edizione in sei volumi, pubblicata a Parigi, che ebbe un notevole successo soprattutto in Francia, Canada e Stati Uniti.
L'opera tuttavia fu guardata con sospetto dalla Curia Romana, soprattutto durante il pontificato di papa Pio IX (eletto nel 1846), a causa di una tendenza al Gallicanesimo, la dottrina la quale concepiva la Chiesa cattolica in Francia per molti aspetti autonoma dal vescovo di Roma; in particolare, il Gallicanesimo sosteneva che l'autorità dei vescovi riuniti in concilio fosse superiore a quella dello stesso papa.  Bouvier acconsentì a che la sua opera fosse corretta da teologi nominati da Pio IX; l'edizione revisionata, l'ottava edizione da quella iniziale, apparve nel 1853.  Pio IX ebbe parole di stima per Bouvier: lo invitò a Roma ad assistere alla definizione del dogma dell'Immacolata Concezione (8 dicembre 1854); a Roma Bouvier morì pochi giorni dopo. Dopo la morte di Bouvier, la sua opera subì ulteriori revisioni, per eliminare completamente le residue tracce di Gallicanesimo.

## Opere
- (con il vescovo Johann Michael Josef von Pidoll)  Institutiones theologicae ad usum seminarii cenomanensis illustrissimi ac reverendissimi in Christo patris D. D. Michaelis-Josephi de Pidoll, cenomanensis episcopi autoritate et iussu in lucem editae, Cenomani: Apud Carolum Monnoyer, 1818-1833
- Institutiones theologicae ad usum seminariorum, Parisiis: Apud Mequignon juniorem, nunc A. Jouby successorem, 1836. Comprende:
  - Vol. I: De vera religione. De Ecclesia
  - Vol. II: De fide. De trinitate. De incarnatione. De gratia. De sacramentis in genere. De baptismo. De confirmatione
  - Vol. III: De Eucharistia. De poenitentia. De extrema unctione
  - Vol. IV: De ordine. De matrimonio. De actibus humanis. De conscientia. De legibus. De peccatis
  - Vol. V: De decalogo. De praeceptis Ecclesiae
  - Vol. VI: De jure, injuria et restitutione. De contractibus. De censuris. De iure gularitatibus. Index rerum
- Institutiones philosophicae: ad usum seminariorum et collegiorum, Parisiis: apud Méquignon Juniorem, 1837; Neapoli: Banzoli, 1842
  - Vol. I: Logica.
  - Vol. II: Metaphysica.
  - Vol. III: Moralis.

## Genealogia episcopale
La genealogia episcopale è:
- Cardinale Guillaume d'Estouteville, O.S.B.Clun.
- Papa Sisto IV
- Papa Giulio II
- Cardinale Raffaele Sansone Riario
- Papa Leone X
- Papa Paolo III
- Cardinale Francesco Pisani
- Cardinale Alfonso Gesualdo di Conza
- Papa Clemente VIII
- Cardinale Pietro Aldobrandini
- Cardinale Laudivio Zacchia
- Cardinale Antonio Barberini, O.F.M.Cap.
- Cardinale Nicolò Guidi di Bagno
- Arcivescovo François de Harlay de Champvallon
- Cardinale Louis-Antoine de Noailles
- Vescovo Jean-François Salgues de Valderies de Lescure
- Arcivescovo Louis-Jacques Chapt de Rastignac
- Arcivescovo Christophe de Beaumont du Repaire
- Cardinale César-Guillaume de la Luzerne
- Arcivescovo Gabriel Cortois de Pressigny
- Arcivescovo Augustin-Louis de Montblanc
- Vescovo Jean-Baptiste Bouvier

## Edizioni Italiane
- Venere e Imene al tribunale della penitenza, Reggio Emilia, Aliberti Editore, 2015, ISBN 9788893230032.